# Royal Naval College, Greenwich
Royal Naval College, Greenwich, je bila izobraževalna ustanova kraljeve mornarice med letoma 1873 in 1998, ki je nudila tečaje za mornariške častnike. Bil je dom štabne šole Kraljeve mornarice, ki je zagotavljala napredno usposabljanje častnikov. Ekvivalent v britanski vojski je bil Staff College, Camberley, ekvivalent v Royal Air Force pa je bil RAF Staff College, Bracknell.

## Zgodovina
Royal Naval College, Greenwich, je bila ustanovljena z ukazom sveta z dne 16. januarja 1873. Ustanovitev njenih častnikov je bila sestavljena iz predsednika, ki je bil vedno častnik zastave; kapitan kraljeve mornarice; direktor študija; in profesorji matematike, fizike, kemije, uporabne mehanike in utrjevanja. Sprejeli naj bi častnike, ki so že bili podporočniki, in delovali kot univerza mornarice. Direktor študija, civilist, je bil zadolžen za akademski odbor, medtem ko je bil kapitan kolegija mornariški častnik, ki je deloval kot načelnik štaba.
Royal Naval War College, ki je bil ustanovljen v Greenwichu novembra 1900, preden so ga preselili najprej v Devonport in nato v Portsmouth, je leta 1914 prenesel svoje dejavnosti na kolidž v Greenwichu. Med prvo svetovno vojno je bil Royal Naval College rekviriran kot vojašnica in za znanstvene poskuse. Šolanje častnikov se je nadaljevalo šele leta 1919.
30. oktobra 1939 je šola začela usposabljati častnike Ženske kraljeve mornariške službe. Med drugo svetovno vojno je kolidž povečal število častnikov obeh spolov, usposobljenih za razširjeno mornarico. Njegova glavna naloga je bilo usposabljanje bojnih častnikov, v tem obdobju pa je diplomiralo okoli 35.000 mož in žena. Leta 1943 je bila čudovita Admiralova hiša na severnem krilu kralja Karla dvoru poškodovana zaradi neposrednega zadetka nemške bombe; druga bomba je padla v sprednji del stavbe.
Oddelek mornarice za jedrsko znanost in tehnologijo je bil odprt v prostorih kolidža leta 1959, JASON, raziskovalni in izobraževalni reaktor oddelka, pa je bil naročen v stavbi kralja Williama leta 1962.
Leta 1967 je kraljica Elizabeta II. Britanska Francisa Chichesterja povzdignila v viteza na rečnih stopnicah kolidža in s tem počastila njegov dosežek pri obkroženju sveta kot samostojnega jahtarja po stari poti kliperjev in tako postal prvi, ki mu je to uspelo. Njegovo je bilo tudi najhitrejše tovrstno obkroženje, saj je trajalo devet mesecev in en dan.
Kraljeva šola za pomorsko arhitekturo, ki je bila del kolidža od leta 1873, se je leta 1967 preselila na University College London. Royal Naval College je nadaljevala z usposabljanjem žensk do leta 1976, ko so bili njihovi tečaji preneseni na Britannia Royal Naval College.
Od leta 1983 je preseljena skupna obrambna šola prav tako zavzemala večji del stavbe kralja Karla. Ob krčenju kraljeve mornarice je bila leta 1998 sprejeta odločitev o zaprtju RNC Greenwich. Vse začetno usposabljanje častnikov se zdaj izvaja na Britannia Royal Naval College, nova šola za poveljstvo in štab Združenih služb, ustanovljena leta 1997, nad funkcijami kadrovskega kolegija.

## Stavdbe
Visoka šola je bila ustanovljena v stavbah, ki jih je zasnoval sir Christopher Wren in so bile zgrajene med letoma 1696 in 1712, nato pa naj bi služile kot bolnišnica Greenwich, dom za invalidne mornarje. To so zaprli leta 1869, ko so upokojence preselili drugam, tako da so bile stavbe na voljo za novo uporabo. Na mestu nekdanje bolnišnice je nekoč stala srednjeveška palača Placentia ali palača v Greenwichu, ki jo je leta 1428 začel graditi Humphrey, vojvoda Gloucestrski.
Po odhodu kraljeve mornarice leta 1998 so bile stavbe odprte za javnost kot Stari kraljevi pomorski kolidž.

## Od razgradnje
Zdaj znane kot Stari kraljevi pomorski kolidž, nekdanje stavbe kolidža so odprte za javnost in so dom treh zanimivosti; poslikano dvorano, kapelo in center za obiskovalce Discover Greenwich. Mesto je bilo uporabljeno tudi kot filmska lokacija, ki se pojavlja v Sherlocku Holmesu (2009) in The Foreigner (2017) ter kot prizorišče končnega spopada na Zemlji v Thor: The Dark World.